# Espan
Espan (auch Eschpan, Eschbann, Ödspan) ist ein süddeutscher (bairisch-alemannisch-mittelfränkischer) Flurname und bezeichnet ursprünglich ein freies, nicht eingezäuntes Stück Weideland, das der Gemeinde gehört und meistens in der Nähe des Dorfes liegt.
Der Ursprung des Wortes ist nicht gesichert bekannt. Joseph Schnetz trennt das Wort auf in ‚E‘ und ‚span‘. ‚E‘ steht für Ewe und bedeutet so viel wie (Gewohnheits-)Recht im Zusammenhang mit der Gemeinde, ‚span‘ steht für festspannen und bezieht sich auf das Anbinden der Zugtiere, damit sie dem benachbarten Kulturland durch Abweiden keinen Schaden zufügen können.
Siehe auch: Anger, Allmende, Hutanger